# Оборино (Ульяновская область)
Оборино — деревня в Вешкаймском районе Ульяновской области России. Входит в состав Вешкаймского городского поселения.

## География
Деревня находится в северо-западной части Ульяновской области, в лесостепной зоне, в пределах Приволжской возвышенности, на правом берегу реки Барыш, на расстоянии примерно 8 километров (по прямой) к северо-северо-востоку (NNE) от Вешкаймы, административного центра района. Абсолютная высота — 141 метр над уровнем моря.
Климат
Климат характеризуется как умеренно континентальный, с тёплым летом и умеренно холодной зимой. Средняя температура воздуха самого тёплого месяца (июля) — 20,4 °C (абсолютный максимум — 38 °C); самого холодного (января) — −14 °C (абсолютный минимум — −48 °C). Среднегодовое количество атмосферных осадков составляет 395—521 мм. Снежный покров образуется в конце ноября и держится в течение 128 дней.
Часовой пояс
Деревня Оборино, как и вся Ульяновская область, находится в часовой зоне МСК+1. Смещение применяемого времени относительно UTC составляет +4:00.

## История
Деревня Оборино основана, первое упоминание в документах, – 1686 год (ныне исчезла). В этом сельце Оборино имелась земля и сенные покосы помещиков – синбирян Тимофея и Семиона Обориных, от которых она и получила своё название.

## Население
| 2010 |
| ---- |
| 0    |